# François Couperin
François Couperin, anomenat el Gran (París, 10 de novembre de 1668 - 11 de setembre de 1733), fou un compositor, organista i clavecinista francès.
Hereu d'una llarga nissaga de músics, se'l coneix com a Couperin el Gran per a distingir-lo dels altres membres de la seva família, d'entre els quals destaca el seu oncle Louis Couperin. Juntament amb Jean-Philippe Rameau és un dels més importants compositors de la música barroca francesa en general i de la música per a clavecí en particular, destacant especialment pel seu gran virtuosisme a l'orgue i al clavecí.
La seva extensa obra inclou música instrumental i vocal, tant secular com religiosa. Algunes de les seves composicions li han fet guanyar un lloc destacat entre els compositors francesos de la seva època, entre elles les seves misses per a orgue, les Lliçons de Tenebres per al Dimecres Sant i les seves sonates i concerts reials, on pretenia reunir el gust francès i l'italià.
Però va ser la seva obra per a clavecí, que consta de quatre llibres publicats entre el 1713 i el 1730, la que el va fer mereixedor d'una gran reputació fins al punt de ser considerat, juntament amb Rameau, com el gran mestre d'aquest instrument a França. El seu tractat L'Art de toucher le clavecin (L'art de tocar el clavecí), publicat el 1717, és una font valuosa per a l'ensenyament i la interpretació de la música francesa del segle xviii.

## Biografia
Originaris de Chaumes-en-Brie, la família Couperin va constituir una de les famílies musicals franceses més nombroses dels segles segle xvii i segle xviii. La saga Couperin es pot arribar a comparar amb la saga Bach alemanya, pel nombre i la formació dels seus integrants. Entre aquests memebres consten almenys sis dones dedicades professionalment a la música, si bé tots els membres de la família tenien formació musical.
Entre aquestes dones hi trobem Margueritte - Louise Couperin, Margueritte Antoinette Couperin, Marie Maddeleine Couperin, Élisabeth Antoinette Couperin, Antoinette Victoire Couperin i Céleste Thérèse Couperin.
El pare de François Couperin, Charles Couperin (1639- 1679), era el germà menor de Louis Couperin i el va succeir com a titular de l'orgue de l'església parisenca de Saint-Gervais. Igualment, va ser professor de clavicèmbal de la duquessa d'Orleans. Couperin va aprendre del seu pare i del seu oncle François Couperin el Vell. No va tenir una educació formal. Els seus coneixements generals i els seus escrits són d'un estil i una ortografia que deixen molt a desitjar. El pare va transmetre el lloc d'organista, fins que el fill pogués fer-se'n càrrec, a Michel Richard Delalande. Es va perfeccionar després amb Jacques Thomelin, organista de Saint-Jacques la Boucherie.
El 1685 es va convertir en organista de l'Església de Saint-Gervais a París, lloc que després cediria al seu cosí Nicolas Couperin. Altres membres de la família ocuparien el mateix càrrec en anys posteriors. En 1693 Couperin va succeir al seu mestre Thomelin com a organista de la Chapelle Royale amb el títol d'organista del rei Lluís XIV. Després va ser mestre de composició del net del rei, el duc de Borgonya.
El 1717 es va convertir en organista i compositor de la cort amb el títol ordinaire de la musique de la chambre du Roi. Les seves tasques a la cort francesa consistien a crear música sacra per a les oracions reals i música de cambra per a delit dels monarques. Amb els seus col·legues, feia un concert cada setmana, normalment diumenge. Molts d'aquests concerts tenien la forma de suites per a violí, viola da gamba, oboè, traverso i clavicèmbal, del qual n'era un virtuós intèrpret.
De salut fràgil i caràcter poc mundà, Couperin va realitzar una carrera honesta de músic i professor, apreciat pels grans que només li trobaven un rival, Louis Marchand. Pocs esdeveniments de la seva vida personal mereixen ressenyar-se, a part la desaparició d'un dels seus fills que va abandonar el domicili patern per no tornar més.

## Estil i influències
Moltes de les peces per a teclat de Couperin tenen títols evocatius i pintorescs, i expressen un estat d'ànim a través de les eleccions tonals, harmonies atrevides i decidides dissonàncies. S'han comparat amb petits poemes tonals. Els títols semblen anticipar la música programàtica, mentre que l'escriptura elegant, refinada i formal ofereix un model exemplar del Barroc francès, definit per l'estil galant. Assenyala McLeish que «Els seus ordres són deliciosos esbossos que es presenten com els antecessors de les peces de piano, a tall de "postals il·lustrades" d'Isaac Albéniz i Pascual, o dels Preludis de Debussy».
Couperin va desenvolupar en la seva maduresa un estil molt personal, fet d'una poesia discreta, una atmosfera elegíaca i d'una tècnica que no es deixa mai dominar pel virtuosisme o els efectes. Durant la seva vida va tenir gran fama, però, almenys a França, va cessar amb la seva mort. Va perdurar, tanmateix, a Alemanya, gràcies a l'interès que Johann Sebastian Bach va mostrar per la seva música. Sembla que els dos compositors van intercanviar cartes, però aquesta correspondència s'ha perdut. Va influir en la música per a piano de Johannes Brahms, que va interpretar la música de Couperin en públic i va contribuir a la primera edició completa de les Pièces de clavecin, realitzada per Friedrich Chrysander en la dècada de 1880. Richard Strauss va orquestrar algunes de les peces per a clavicèmbal. Maurice Ravel el va homenatjar a Le Tombeau de Couperin. Com assenyala Jordi Savall, Couperin va ser el "músic poeta per excel·lència". Creia en "l'habilitat de la Música (amb M majúscula) per expressar-se a si mateixa en la "seva prosa i poesia". Creia que si es penetra en la poesia de la música, es descobreix que és " més bella que la mateixa bellesa".

## Obra

### Música instrumental

#### Música per a clavicèmbal
Couperin és, sobretot, amb Jean Philippe Rameau, el gran mestre del clavicèmbal a França, tant per la quantitat de peces que va compondre com per la seva qualitat.
- L'art de toucher le clavecin, 8 Preludis (1716). Aquest famós llibre conté exercicis de digitació, pulsació, ornamentació i altres aspectes de la tècnica per a teclat. És una valuosa guia per comprendre la música de Couperin i l'estil francès de l'època, molt més ornamentat que els estils italià i alemany de l'època. Va influir en J.S. Bach, que va adoptar el seu sistema de digitació, incloent-hi l'ús del polze, que Couperin explicava per tocar el clavicèmbal.
- 4 llibres de suites (1713, 1716-1717, 1722 i 1730). Mestre incontestable del clavicèmbal, François Couperin adapta la "suite de danses" a la seva sensibilitat poètica. No utilitza el nom de "suite" sinó el d'"ordre", però són equiparables a les suites instrumentals dels mestres alemanys de la seva època. Aquestes 220 peces per a clavicèmbal les agrupa en vint-i-set Ordres:
  - Premier livre (1713) : Ordres 1 a 5
    - 1er ordre, sol m/sol M: Allemande L'auguste; Première courante; Seconde courante; Sarabande La majestueuse; Gavotte; La Milordine, gigue; Menuet (et double); Les silvains; Les abeilles; La Nanète; Les sentimens, sarabande; La pastorelle; Les nonètes (Les blondes, Les brunes); La bourbonnoise, gavotte; La Manon; L'enchanteresse; La fleurie, ou La tendre Nanette; Les plaisirs de St Germain en Laÿe
    - 2e ordre, ré m/ré M: Allemande La laborieuse; Premiere courante; Seconde courante; Sarabande La prude; L'Antonine; Gavote; Menuet; Canaries (with double); Passe-pied; Rigaudon; La Charoloise; La Diane; Fanfare pour la suitte de la Diane; La Terpsicore; La Florentine; La Garnier; La Babet; Les idées heureuses; La Mimi; La diligente; La flateuse; La voluptueuse; Les papillons. És un ordre extens i sonor.
    - 3e ordre, do m/do M: La ténébreuse, allemande; Premiere courante; Seconde courante; La lugubre, sarabande; Gavotte; Menuet; Les pélerines; Les laurentines; L'Espagnolète; Les regrets; Les matelotes provençales; La Favorite, chaconne; La lutine
    - 4e ordre, fa M: La marche des gris-vêtus; Les baccanales; La pateline; Le réveil-matin
    - 5e ordre, la M/la m: La logiviére, allemande; [Premier] courante; Seconde courante; La dangereuse, sarabande; Gigue; La tendre Fanchon; La badine; La bandoline; La Flore; L'Angélique; La Villers; Les vendangeuses; Les agrémens; Les ondes

  - Deuxième livre (1716-17) : Ordres 6 a 12
    - 6e ordre, si M: Les moissoneurs; Les langueurs-tendres; Le gazoüillement; La Bersan; Les baricades mistérieuses; Les bergeries, rondeau; La commére; Le moucheron
    - 7e ordre, sol M/sol m: La Ménetou; Les petits âges: La muse naissante, L'enfantine, L'adolescente, Les délices; La Basque; La Chazé; Les amusemens
    - 8e ordre, si m: La Raphaéle; Allemande L'Ausoniéne; [Premiere] courante; Seconde courante; Sarabande L'unique; Gavotte; Rondeau; Gigue; Passacaille; La Monéte
    - 9e ordre, la M/la m: Allemande à deux clavecins; La rafraîchissante; Les charmes; La Princesse de Sens; L'olimpique; L'insinüante; La séduisante; Le bavolet-flotant; Le petit-deüil, ou Les trois veuves; Menuet
    - 10e ordre, ré M/ré m: La triomphante; La Mézangére; La Gabriéle; La Nointéle; La fringante; L'amazône; Les bagatelles
    - 11e ordre, do m/do M: La castelane; L'etincelante, ou La bontems; Les graces-naturéles; La Zénobie; Les fastes de la grande et anciénne Mxnxstrxndxsx [en 5 actes]
    - 12e ordre, mi M/mi m: Les juméles; L'intîme, mouvement de courante; La galante; La coribante; La Vauvré; La fileuse; La boulonoise; L'Atalante

  - Troisième livre (1722) : Ordres 13 a 19
    - 13e ordre, si m: Les lis naissans; Les rozeaux; L'engageante; Les folies françoises, ou Les dominos; L'âme-en peine
    - 14e ordre, ré M/ré m: Le rossignol-en-amour; Double du rossignol; La linote-éfarouchée; Les fauvétes plaintives; Le rossignol-vainqueur; La Julliet; Le carillon de Cithére; Le petit-rien. Este ordre tiene un tono melancólico, incluyendo el famoso "Ruiseñor enamorado")
    - 15e ordre, la m/la M: La régente, ou La Minerve; Le dodo, ou L'amour au berceau; L'evaporée; Muséte de Choisi; Muséte de Taverni; La douce et piquante; Les vergers fleüris; La Princesse de Chabeüil, ou La muse de Monaco
    - 16e ordre, sol M/sol m: Les graces incomparables, ou La Conti; L'himenamour; Les vestales; L'aimable Thérése; Le drôle de corps; La distraite; La Létiville
    - 17e ordre, mi m: La superbe, ou La Forqueray; Les petits moulins à vent; Les timbres; Courante; Les petites chrémiéres de Bagnolet
    - 18e ordre, fa m/fa M: Allemande La Verneüil; La Verneüilléte; Sœur Monique; Le turbulent; L'atendrissante; Le tic-toc-choc, ou Les maillotins; Le gaillard-boiteux
    - 19e ordre, ré m/ré M: Les Calotins et les Calotines, ou La piéce à tretous; Les Calotines; L'ingénuë; L'artiste; Les culbutes Ixcxbxnxs; La muse-Palantine; L'enjouée

  - Quatrième livre (1728) : Ordres 20 a 27
    - 20e ordre, sol M/sol m: La Princesse Marie; La boufonne; Les chérubins, ou L'aimable Lazure; La Croûilli, ou La Couperinéte; La fine Madelon; La douce Janneton; La Sezile; Les tambourins
    - 21e ordre, mi m: La reine des cœurs; La bondissante; La Couperin; La harpée; La petite pince-sans rire
    - 22e ordre, ré M/ré m: Le trophée; Le point du jour, allemande; L'anguille; Le croc-en-jambe; Menuets croisés; Les tours de passe-passe
    - 23e ordre, fa M: L'audacieuse ("La muchacha valiente"); Les tricoteuses ("Los tejedores"); L'arlequine ("Arlequín"); Les gondoles de Délos ("Las góndolas de Delos"); Les satires, chevre-pieds ("Sátiros"). Aquest ordre núm. 23 per a clavicèmbal, tot i ser publicat en 1730, fou escrit molts anys abans. Són peces inconnexes d'un estil tan capritxós com els títols.
    - 24e ordre, la m/la M: Les vieux seigneurs, sarabande grave; Les jeunes seigneurs; Les dars-homicides; Les guirlandes; Les brinborions; La divine-Babiche, ou Les amours badins; La belle Javotte, autre fois l'infante; L'amphibie, mouvement de passacaille
    - 25e ordre, mi M/do M/do m: La visionnaire; La misterieuse; La Monflambert; La muse victorieuse; Les ombres errantes
    - 26e ordre, fa m: La convalescente; Gavote; La Sophie; L'epineuse; La pantomime
    - 27e ordre, si m: L'exquise, allemande; Les pavots; Les chinois; Saillie

Aquests quatre volums de música per a clavicèmbal contenen peces que poden tocar-se com a solista o bé com a petites obres de cambra. Van influir a J.S. Bach.

#### Música per a orgue
- Dues misses (1690). Són quaranta-dues peces d'orgue, agrupades en dues col·leccions anomenades Misses, una à l'usage ordinaire des paroisses (a la usança ordinària a les parròquies) i una altra propre pour les convents de religieux et religieuses (apropiada per als convents de religiosos i religioses).

#### Música de cambra
- 5 sonates en trio (cap a 1690). Couperin va reconèixer el seu deute amb el compositor italià Arcangelo Corelli; va introduir a França la forma sonata en trio creada per Corelli. Aquestes sonates porten per nom: La Pucelle, La Steinkerque, La Visionnaire i L'Astrée.
- sonata en quartet (cap a 1695): La Superbe.
- 4 Concert royaux (1714)
- Apothéoses suites en trio (1724). Una la va subtitular Le Parnasse, ou l'Apothéose de Corelli. L'altra rep el nom de Concert en forme d'apothéose à la mémoire de l'incomparable M. de Lully, coneguda com a Apoteosi de Lully.
- 10 Nouveaux Concerts ou les Goûts réunis (1724). En aquesta obra va fusionar els estils musicals italià i francès.
- 4 Suites Les Nations (1726): aquestes composicions per a trio comprenen una "sonade" (sic) i una suite: La Française, L'Espagnole, L'Impériale i La Piémontaise.
- 2 Suites per a violes soles (1728)

### Música vocal

#### Religiosa
Va compondre unes vint-i-cinc obres sacres.
- Leçons de ténèbres (1714)
- 20 Motets corals, dels quals destaca Auditi omnes et expavescite (Sentiu tots i tremoleu), motet sacre per a veu, dos violins i baix continu. És més aviat un concert vocal, amb música de sensual encant vocal, que obra de devoció.
- Elevacions
- Magnificat

#### Profana
- 12 Àries